# Teldec
A Teldec (Telefunken-Decca Schallplatten GmbH) egy német lemezkiadó, melynek központja Hamburgban van. A címke tulajdonosa jelenleg a Warner Music Group.

## Története
A cég 1950-ben alakult Németországban, a Telefunken és Decca kiadókból. A Teldec volt az első német lemezkiadó cég, mely bakelit lemezek nyomásával kezdett foglalkozni Nortorf közelében Kielben. 1983-ban a céget eladták, és a Time Warner vásárolta meg. 1997-ben változások történtek a gyár életében, így a Time Warner kivonult, és új társaság alakult OK Media néven, mely továbbra is CD gyártással foglalkozott. 2001-ben az AOL és a Time Warner összefonódása után a Teldec lemezkiadó megszűnt.

## A lemezkiadó
A lemezkiadó az 1950-es évektől legfőképpen a klasszikus zenére specializálódott, így klasszikus felvételek kerültek kiadásra. Többek között a Bamberg Symphony Orchestra, Berlini Szimfonikus Zenekar, Berlini Filharmonikus Zenekar, Hamburgi Állami Filharmonikus Zenekar felvételei, továbbá nemzetközi zenekarok felvételei is kiadásra kerültek, mint például az Orchestre de la symphonique Radiodiffusion Nationale Belge, illetve Franz André amerikai hegedűművész felvételei, illetve a Telefunken által megrendezett nagy hegedűversenyek felvételei is kiadásra kerültek.

## TED Video lemez
Az 1970-es évek elején a Teldec a Telefunken céggel közösen kifejlesztett egy vinyl video lejátszót TD1005, mely 1975-ben jelent meg, és többé-kevésbé a Philips által kifejlesztett laserdisc elődjének számított. a Ted alkalmazta azt a rendszert, hogy FM helyett AM tárolására alkalmas videojelet továbbít a lemezre. A video lejátszóban használt piezo elektromos pick up lejátszófej PAL kódolású A/V jelet továbbít a több ezer koncentrikus hornyok felé. A vékony bakelit lemez szabadon forog egy vékony párna között 1500 rpm sebességgel (25Hz). A maximum lejátszási ideje ennek a lemeznek 10 perc volt egy 210 mm-es lemezen, mely összesen mintegy 15.000 koncentrikus barázdát tartalmazott egy lemezen.